# Lill-Kalltjärnen
Lill-Kalltjärnen är en sjö i Sollefteå kommun i Ångermanland och ingår i Ångermanälvens huvudavrinningsområde.